# Eurhinocricus collitrus
Eurhinocricus collitrus är en mångfotingart som beskrevs av Chamberlin 1955. Eurhinocricus collitrus ingår i släktet Eurhinocricus och familjen Rhinocricidae. Inga underarter finns listade i Catalogue of Life.